# Nothophantes horridus
Genre
Espèce
Nothophantes horridus, unique représentant du genre Nothophantes, est une espèce d'araignées aranéomorphes de la famille des Linyphiidae.

## Distribution
Cette espèce est endémique du Devon en Angleterre au Royaume-Uni,. Elle a été observée à Plymouth dans les carrières Shapter's Field Quarry, aujourd'hui aménagée et Radford Quarry, un County Wildlife Site (en) et la Billacombe Railway.

## Publication originale
- Merrett & Stevens, 1995 : A new genus and species of linyphiid spider from south-west England (Araneae: Linyphiidae). Bulletin of the British Arachnological Society, vol. 10, no 3, p. 118-120.